# Team dsm-firmenich PostNL
A Team dsm-firmenich PostNL (código UCI: DSM) é um equipa ciclista profissional de categoria UCI WorldTeam que participa do UCI WorldTour bem como de algumas corridas do Circuito Continental. Até 2012 foi de categoria Profissional Continental, e participava em corridas do Circuito Continental, mas aos eventos do UCI WorldTour, só aos que era convidado. Com licença neerlandesa desde a sua criação, em 2015 passou a registar-se na Alemanha.

## Origens
A equipa criou-se em 2005, depois da fusão da equipa neerlandês Bankgiroloterij que em 2004 tinha sido de primeira categoria e a equipa japonesa de terça Shimano Racing. Essa primeira temporada foi registado na categoria Profissional Continental com o nome Shimano-Memory Corp. Ao ano seguinte a empresa de ferramentas Skil passou a ser o patrocinador principal.

## Skil e Shimano como patrocinadores
Seu principal patrocinador até 2011, Skil, já tinha sido patrocinador ciclista em ocasiões anteriores. Na temporada de sua estreia em 1984 com a denominação Skil-Reydel, conseguiu como grande sucesso a vitória na general individual da Volta de mãos de Eric Caritoux, também copatrocinó a equipa Kas.
Por sua vez Shimano patrocina outra equipa japonês chamado Shimano Racing Team.

## História

### 2009
Nesta temporada suas arriscadas estratégias durante a Paris-Nice serviram-lhe para participar pela primeira vez no Tour de France. Nesta Grande Volta a equipa esteve presente a muitas das fugas que se produziram e o melhor classificado na general foi o francês Thierry Hupond que acabou o 90.º. Relativo à classificação por equipas, a equipa ficou o último classificado com mais de sete horas de diferença com respeito ao primeiro e com mais de três horas com respeito ao penúltimo.

### 2010
Para a temporada de 2010 anunciou um novo copatrocinador, o Hotel Bastion Group, o que motivará o translado da base de treinamentos da equipa de Deurningen a Limburg, onde tem sua sede o grupo hoteleiro.

### 2011
Em 2011, Marcel Kittel um jovem ciclista alemão de 22 anos chegou à equipa. Kittel, teve uma excelente actuação durante a temporada e deu-lhe à equipa 17 triunfos, incluídos 5 em corridas do UCI World Tour (4 etapas do Tour da Polónia e 1 na Volta a Espanha).
No final de setembro, anunciou-se que nasceria na equipa um novo projeto se chamando a partir de 2012 Project 1t4i, e à espera da confirmação dos patrocinadores oficiais que lhe dessem nome à equipa. Este nome foi um jogo de palavras para dizer "one team, four i", isto é, "uma equipa, quatro íes", sendo as íes "inspiration, integrity, improvement and innovation". Com aspirações de chegar já em sua primeira temporada a ser equipa ProTour, não teve possibilidade já que no ranking desportivo da UCI ficou na posição 21.º. Igualmente seu director, Iwan Spekenbrink mostrou-se confiado de atingir a máxima categoria em 2013.

### 2012

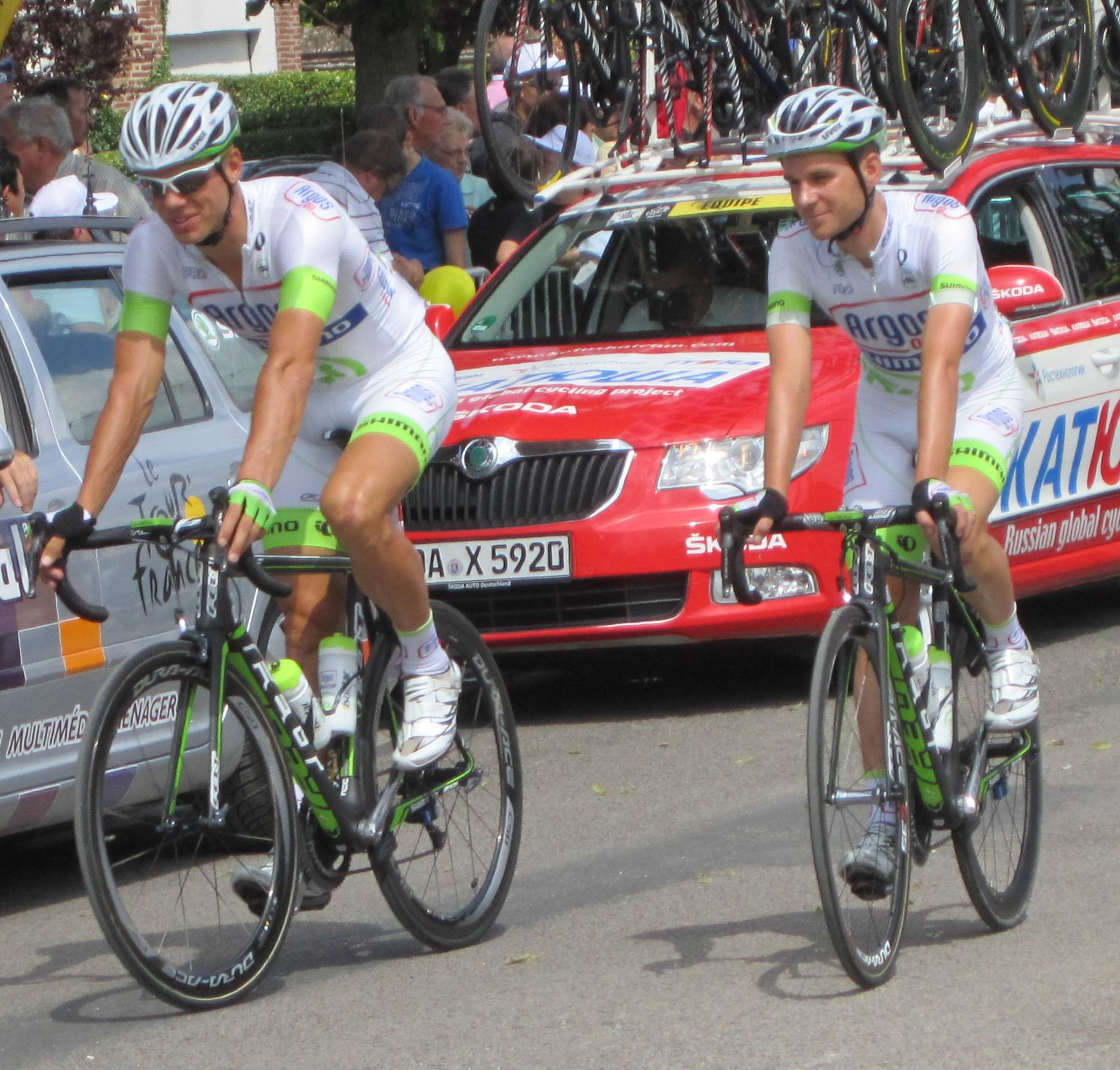
Tom Veelers e Patrick Gretsch no Tour de France de 2012.

Depois de competir baixo o nome Project 14ti desde janeiro, a 30 de março, foram apresentados os patrocinadores que avalan o projecto e que assinaram um contrato por três anos. Argos-Shimano é a nova denominação da equipa devido às empresas Argos North Sea Group (petrolífera holandesa) e Shimano (componentes para bicicletas).
A equipa teve uma muito boa temporada com mais de 30 triunfos. John Degenkolb foi um dos destacados da esquadra com 12 triunfos, incluídas 5 vitórias na Volta a Espanha. Marcel Kittel seguiu no mesmo caminho que a temporada anterior e conseguiu 13 vitórias, as mais destacadas 2 etapas do Eneco Tour. Ademais, Degenkolb foi campeão do UCI Europe Tour de 2011-2012 e Kittel vice campeão.
A grande soma de pontos do Argos-Shimano localizaram-no ao final da temporada de 2012 o a posição 16 do ranking de mérito desportivo (5 posições melhor que na temporada anterior), tendo grande chance de ascender à máxima categoria. A equipa solicitou a licença ProTeam e esta foi aceite pela UCI por um período de 4 temporadas (2013-2016).

### 2013
Com a mesma base de 2012, a equipa continuou em sua linha de procurar triunfos de etapa e corridas de um dia, mantendo no modelo a Kittel e Degenkolb. Ainda que procurando uma mudança na filosofia, contratou à jovem promessa francesa Warren Barguil, com características de escalador.
A primeira vitória no UCI WorldTour, veio da mão de Marcel Kittel, quando ganhou a 2.ª etapa da Paris-Nice. Depois chegaram 10 triunfos mais incluindo etapas nas três grandes; Degenkolb ganhou uma etapa do Giro, Kittel quatro no Tour de France e Warren Barguil, dois na Volta a Espanha. Somando os triunfos nos circuitos continentais conseguiram 29 vitórias durante a temporada.

### 2014
Para a temporada de 2014 a equipa teve novo nome, convertendo-se no Team Giant-Shimano ao entrar como patrocinador principal a marca de bicicletas Giant e levando quase todo o peso orçamental. Degenkolb resultou 13.º no UCI WorldTour com Giant-Shimano, triunfando em Gante-Wevelgem e obtendo quatro etapas e a classificação por pontos da Volta a Espanha.
No final da temporada de 2014 anuncia-se a chegada de Alpecin, um novo patrocinador para as próximas temporadas e uma empresa alemã dedicada à fabricação de cosméticos, o acordo é por quatro temporadas e a equipa denomina-se Team Giant-Alpecin a partir de 2015, também desta maneira regressa um patrocinador alemão à máxima categoria após ter estado ausente durante cinco anos.

## Corredor melhor classificado nas Grandes Voltas
| Ano  | Giro d'Italia          | Tour de France      | Volta a Espanha          |
| ---- | ---------------------- | ------------------- | ------------------------ |
| 2005 | -                      | -                   | -                        |
| 2006 | -                      | -                   | -                        |
| 2007 | -                      | -                   | -                        |
| 2008 | -                      | -                   | -                        |
| 2009 | -                      | 87.º Thierry Hupond | -                        |
| 2010 | -                      | -                   | -                        |
| 2011 | -                      | -                   | 49.º Johannes Fröhlinger |
| 2012 | -                      | 103.º Koen De Kort  | 71.º Simon Geschke       |
| 2013 | 52.º Thomas Damuseau   | 41.º Tom Dumoulin   | 36.º Georg Preidler      |
| 2014 | 27.º Georg Preidler    | 33.º Tom Dumoulin   | 8.º Warren Barguil       |
| 2015 | 83.º Tobias Ludvigsson | 14.º Warren Barguil | 6.º Tom Dumoulin         |
| 2016 | 26.º Georg Preidler    | 23.º Warren Barguil | 52.º Tobias Ludvigsson   |
| 2017 | 1.º Tom Dumoulin       | 10.º Warren Barguil | 4.º Wilco Kelderman      |
| 2018 | 2.º Tom Dumoulin       | 2.º Tom Dumoulin    | 10.º Wilco Kelderman     |
| 2019 | 34.º Chris Hamilton    | 40.º Lennard Kämna  | 7.º Wilco Kelderman      |

## Material ciclista

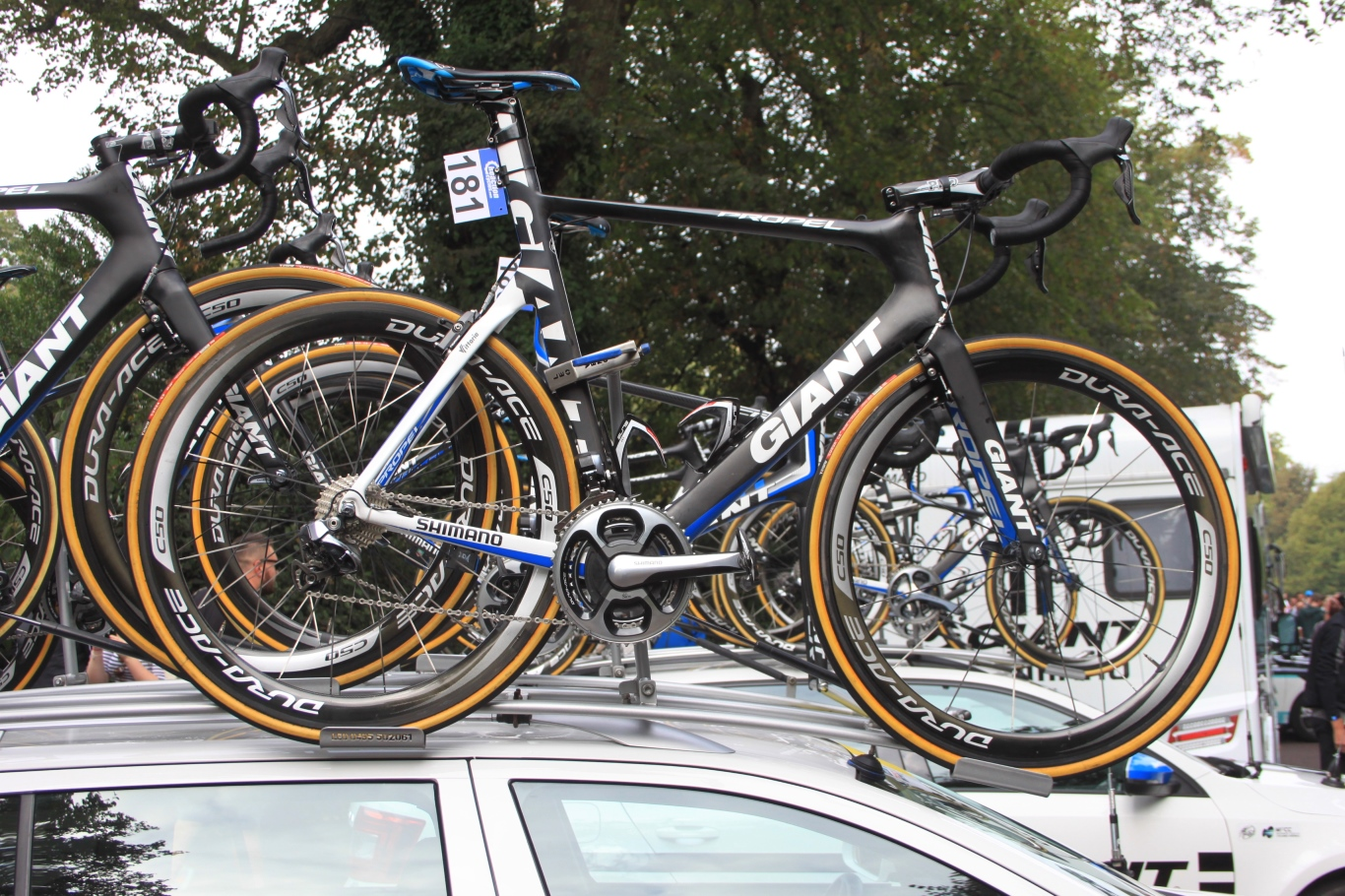
Bicicletas da equipa na Volta à Grã-Bretanha de 2014.

- Bicicletas: Cervélo
- Componentes: Shimano
- Rodas: Continental
- Equipamento: Craft
- Selins: Pro
- Capacetes: Lazer
- Botas: Elite
- Contaquilómetros: Sigma Rox 12

## Equipa filial sub-23 e feminino
Durante o 2014 contou com uma equipa filial na categoria continental chamado Giant-Shimano Development Team, o qual se registou em Suécia. A formação, estava dirigida pelo alemão Jens Lang, contava com 10 corredores e estava focada em formar jovens valores pelo qual os integrantes do modelo foram menores de 23 anos; a equipa correu só durante uma temporada devido que a partir da temporada de 2015, o Giant-Alpecin se vai focar é em fazer concentrações com jovens promessas.
Também conta com uma equipa feminina chamado como o principal masculino, Team Giant-Shimano. Onze corredoras integram o modelo entre as que se destacam Kirsten Wild e Claudia Häusler.

## Classificações UCI
A partir de 2005 a UCI instaurou os Circuitos Continentais da UCI, onde a equipa esteve desde que se criou dita categoria, registado dentro do UCI Europe Tour. Estando nas classificações do UCI Europe Tour Ranking, UCI Asia Tour Ranking bem como na global das equipas Continentais Profissionais aderidos ao passaporte biológico criada em 2009 PCT Biological passport. As classificações da equipa e do seu ciclista mais destacado são as seguintes (excepto na PCT Biological passport que só é classificação de equipas):
| Ano                            | Classificação por equipas | Melhor corredor na classificação individual | Posição |
| 2005 (Asia Tour)               | 13.º                      | Hidenori Nodera                             | 12.º    |
| 2005 (Europe Tour)             | 50.º                      | Stefan Schumacher                           | 3.º     |
| 2005-2006 (Asia Tour)          | 2.º                       | Maarten Tjallingii                          | 5.º     |
| 2005-2006 (Europe Tour)        | 17.º                      | Aart Vierhouten                             | 28.º    |
| 2006-2007 (Asia Tour)          | 7.º                       | Hidenori Nodera                             | 19.º    |
| 2006-2007 (Europe Tour)        | 14.º                      | Paul Martens                                | 40.º    |
| 2007-2008 (Asia Tour)          | 4.º                       | Hidenori Nodera                             | 16.º    |
| 2007-2008 (Europe Tour)        | 35.º                      | Robert Wagner                               | 53.º    |
| 2008-2009 (Asia Tour)          | 4.º                       | Tom Veelers                                 | 54.º    |
| 2008-2009 (Europe Tour)        | 6.º                       | Kenny van Hummel                            | 2.º     |
| 2009 (PCT Biological passport) | 6.º                       | -                                           | -       |
| 2010-2011 (America Tour)       | 37.º                      | Kenny van Hummel                            | 319.º   |
| 2010-2011 (Asia Tour)          | 11.º                      | Kenny van Hummel                            | 18.º    |
| 2010-2011 (Europe Tour)        | 2.º                       | Marcel Kittel                               | 4.º     |
| 2011-2012 (Asia Tour)          | 18.º                      | Tom Veelers                                 | 34.º    |
| 2011-2012 (America Tour)       | 29.º                      | Roger Kluge                                 | 186.º   |
| 2011-2012 (Europe Tour)        | 2.º                       | John Degenkolb                              | 1.º     |

Depois de discrepâncias entre a UCI e os organizadores das Grandes Voltas, em 2009 teve-se que refundar o UCI ProTour numa nova estrutura chamada UCI World Ranking, formada por corridas do UCI World Calendar; a equipa seguiu sendo de categoria Continental Profissional mas teve direito a entrar nesse ranking os dois primeiros anos por aderir ao passaporte biológico.
| Ano  | Classificação por equipas | Melhor corredor na classificação individual | Posição |
| 2009 | 26.º                      | Jonathan Hivert                             | 118.º   |
| 2010 | 31.º                      | Dominique Cornu                             | 159.º   |

Em sua primeira participação no UCI WorldTour como equipa UCI ProTeam, as classificações da equipa e seu melhor ciclista são as seguintes:
| Ano  | Classificação por equipas | Melhor corredor na classificação individual | Posição |
| 2013 | 16.º                      | John Degenkolb                              | 41.º    |
| 2014 | 8.º                       | John Degenkolb                              | 13.º    |
| 2015 | 10.º                      | John Degenkolb                              | 12.º    |
| 2016 | 16.º                      | Tom Dumoulin                                | 27.º    |
| 2017 | 4.º                       | Tom Dumoulin                                | 3.º     |
| 2018 | 9.º                       | Michael Matthews                            | 7.º     |

## Palmarés
Para anos anteriores, veja-se Palmarés da Team Sunweb

### Palmarés 2020

#### UCI WorldTour
| Datas          | Corridas                          | Ganhador             |
| 11 de março    | 4.ª etapa da Paris-Nice (CRI)     | Søren Kragh Andersen |
| 13 de março    | 6.ª etapa da Paris-Nice           | Tiesj Benoot         |
| 25 de agosto   | Bretagne Classic                  | Michael Matthews     |
| 10 de setembro | 12.ª etapa do Tour de France      | Marc Hirschi         |
| 12 de setembro | 14.ª etapa do Tour de France      | Søren Kragh Andersen |
| 18 de setembro | 19.ª etapa do Tour de France      | Søren Kragh Andersen |
| 30 de setembro | Flecha Valona                     | Marc Hirschi         |
| 2 de outubro   | 4.ª etapa do BinckBank Tour (CRI) | Søren Kragh Andersen |
| 22 de outubro  | 18.ª etapa do Giro d'Italia       | Jai Hindley          |

#### UCI ProSeries
| Datas           | Corridas                      | Ganhador        |
| 21 de fevereiro | 3.ª etapa da Volta ao Algarve | Cees Bol        |
| 11 de outubro   | Paris-Tours                   | Casper Pedersen |

#### Circuitos Continentais da UCI
| Datas          | Circuito                 | Corridas                        | Ganhador        |
| 5 de fevereiro | UCI Oceania Tour de 2020 | 1.ª etapa do Herald Sun Tour    | Alberto Dainese |
| 6 de fevereiro | UCI Oceania Tour de 2020 | 2.ª etapa do Herald Sun Tour    | Jai Hindley     |
| 8 de fevereiro | UCI Oceania Tour de 2020 | 4.ª etapa do Herald Sun Tour    | Jai Hindley     |
| 9 de fevereiro | UCI Oceania Tour de 2020 | Herald Sun Tour                 | Jai Hindley     |
| 17 de setembro | UCI Europe Tour de 2020  | 2.ª etapa do Tour da Eslováquia | Nico Denz       |

#### Campeonatos nacionais
| Datas | Corridas | Ganhador |

## Elenco
Para anos anteriores, veja-se Elencos da Team DSM

### Elenco de 2021
| Nome                   | Nascimento | Nacionalidade  | Equipa de 2020           |
| Thymen Arensman        | 04/12/1999 | Países Baixos  | Team Sunweb              |
| Asbjørn Kragh Andersen | 09/04/1992 | Dinamarca      | Team Sunweb              |
| Søren Kragh Andersen   | 10/08/1994 | Dinamarca      | Team Sunweb              |
| Nikias Arndt           | 18/11/1991 | Alemanha       | Team Sunweb              |
| Romain Bardet          | 09/11/1990 | França         | AG2R La Mondiale         |
| Tiesj Benoot           | 11/03/1994 | Bélgica        | Team Sunweb              |
| Cees Bol               | 27/07/1995 | Países Baixos  | Team Sunweb              |
| Marco Brenner          | 27/08/2002 | Alemanha       | Neoprofissional          |
| Romain Combaud         | 01/04/1991 | França         | NIPPO DELKO One Provence |
| Alberto Dainese        | 25/03/1998 | Itália         | Team Sunweb              |
| Nico Denz              | 15/02/1994 | Alemanha       | Team Sunweb              |
| Mark Donovan           | 03/04/1999 | Reino Unido    | Team Sunweb              |
| Nils Eekhoff           | 23/01/1998 | Países Baixos  | Team Sunweb              |
| Felix Gall             | 27/02/1998 | Áustria        | Team Sunweb              |
| Chad Haga              | 26/08/1988 | Estados Unidos | Team Sunweb              |
| Chris Hamilton         | 18/05/1995 | Austrália      | Team Sunweb              |
| Jai Hindley            | 05/05/1996 | Austrália      | Team Sunweb              |
| Max Kanter             | 22/10/1997 | Alemanha       | Team Sunweb              |
| Andreas Leknessund     | 21/05/1999 | Noruega        | Um-X Pro Cycling Team    |
| Niklas Märkl           | 03/03/1999 | Alemanha       | Development Team Sunweb  |
| Joris Nieuwenhuis      | 11/02/1996 | Países Baixos  | Team Sunweb              |
| Casper Pedersen        | 15/03/1996 | Dinamarca      | Team Sunweb              |
| Nicolas Roche          | 03/07/1984 | Irlanda        | Team Sunweb              |
| Martin Salmon          | 29/10/1997 | Alemanha       | Team Sunweb              |
| Michael Storer         | 28/02/1997 | Austrália      | Team Sunweb              |
| Florian Stork          | 27/04/1997 | Alemanha       | Team Sunweb              |
| Jasha Sütterlin        | 04/11/1992 | Alemanha       | Team Sunweb              |
| Martijn Tusveld        | 09/09/1993 | Países Baixos  | Team Sunweb              |
| Ilan Van Wilder        | 14/05/2000 | Bélgica        | Team Sunweb              |
| Kevin Vermaerke        | 16/10/2000 | Estados Unidos | Team Sunweb (stagiaire)  |